# Pelatge lleopard
Els pelatges lleopard són provocats pel gen lleopard o un complex genètic denominat amb el mateix nom, complex lleopard.
Els pelatges lleopard sovint presenten taques, però la natura i distribució d'aquestes clapes són diferents de les dels pelatges clapats. Els pelatges lleopard (també anomenats tigrats, pigats, pigallats o pigarrats) tenen la pell pigada, especialment visible al musell, al voltant dels ulls i a l'engonal.
Els pelatges lleopard són sensiblement simètrics (el cavall vist de costat mostra taques similars en cada banda).
Els ulls parcialment blancs i els unglots amb llistes vertical fosques i clares s'associen sovint amb els pelatges lleopard.
Els mantells lleopard poden variar amb el temps. El nombre de les taques, la seva mida, i llur situació sobre el cos pot modificar-se amb els anys (de manera semblant a la dels gossos dàlmates).

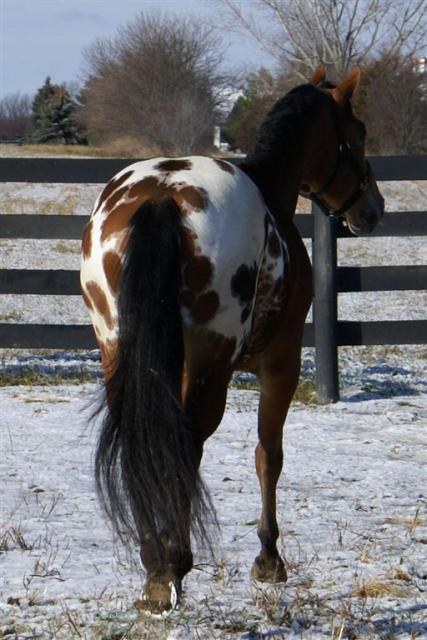
Cavall de pelatge lleopard sobre castany.

## Aspectes generals
Els pelatges lleopards s'acostumaven a classificar d'acord amb el seu aspecte exterior en patrons específics:
- lleopard (en anglès "leopard")
- lleopard poc tacat (en anglès "few spot leopard")
- flocat o nevat (en anglès "snowflake")
- ruà vernissat (en anglès "varnish roan")
- gebrat" (en anglès "frost")

Els avenços en les recerques han permès una classificació més adequada, també basada en l'exterior però més d'acord amb la genètica.
Hi ha dues menes de pelatges lleopard :
- els heterozigòtics
- els homozigòtics

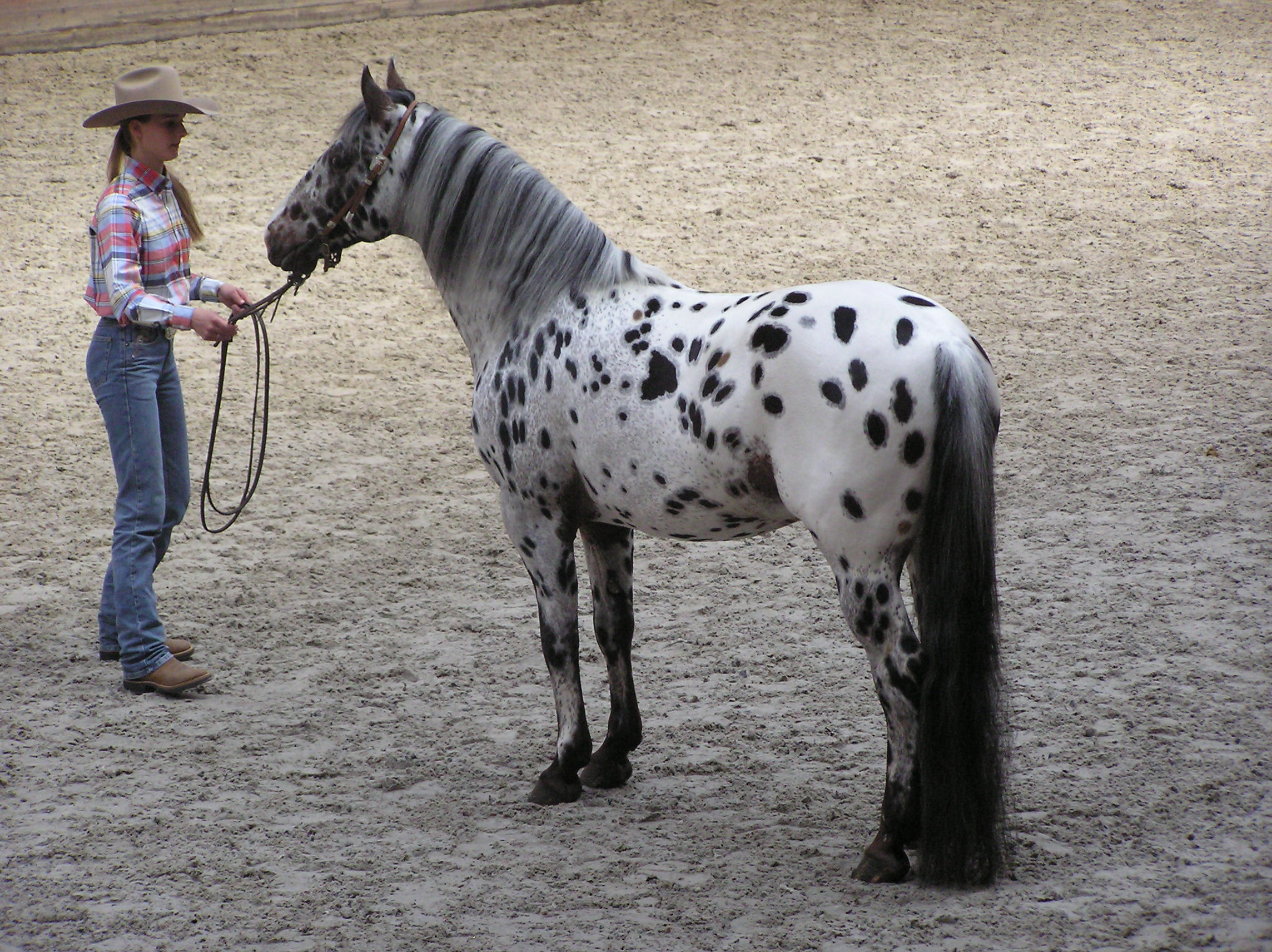
Cavall lleopard heterozigòtic.Pelatge lleopard pròpiament dit

En ambdós casos els pelatges poden variar des de gairebé el pelatge fosc de base (sense pèls blancs "afegits") fins a un pelatge gairebé blanc del tot.
En percentatge de pèls blancs els pelatges seguirien la sèrie següent :
- 1% de pèls blancs: els pèls blancs comencen a aparèixer als lloms.
- 10% de pèls blancs : taques blanques sobre els lloms
- 20% de pèls blancs : gropa blanca
- 30% : gropa blanca més gran
- 50% : meitat posterior blanca
- 75% : més de mig cavall blanc, en la zona posterior
- 100% : tot el cavall blanc

En els lleopard homozigòtics hi ha taques fosques del color del pelatge de base superposades a les àrees blanques.
En els lleopard homozigòtics no hi ha taques fosques damunt de les zones blanques.

## Aspectes genètics
El gen o complex lleopard es representa per Lp. Es tracta d'un modificador dominant autosòmic.
Hi ha dos al·lels : Lp, lp.
Els tres casos possibles són:
- lplp, el cavall no és lleopard
- Lplp, lleopart heterozigòtic
- LpLp, lleopard homozigòtic

Durant alguns anys se sospitava que un únic gen era el responsable de totes les varietats lleopard.
L'any 1982 el Dr.D.Philip Sponenberg va introduir el concepte de complex lleopard i el representà per Lp (per "leopard" en anglès).
L'any 2004 un equip d'investigadors va situar el gen Lp en el cromosoma 1 (ECA1).
L'any 2008 el mateix equip va mapar el gen Lp en un gen TRPM1 (melatastina, MLSN1).
Els mecanismes exactes de funcionament encara no es coneixen prou bé.